# Schizothorax esocinus
Schizothorax esocinus är en fiskart som beskrevs av Heckel, 1838. Schizothorax esocinus ingår i släktet Schizothorax och familjen karpfiskar. Inga underarter finns listade i Catalogue of Life.